# Campus Kiruna
Kiruna campus finns en bit utanför Kiruna och är en del av Luleå tekniska universitet. På campus finns även Institutet för rymdfysik.

## Kompetenser
På Campus Kiruna finns flera resurser för forskning inom rymdfart:

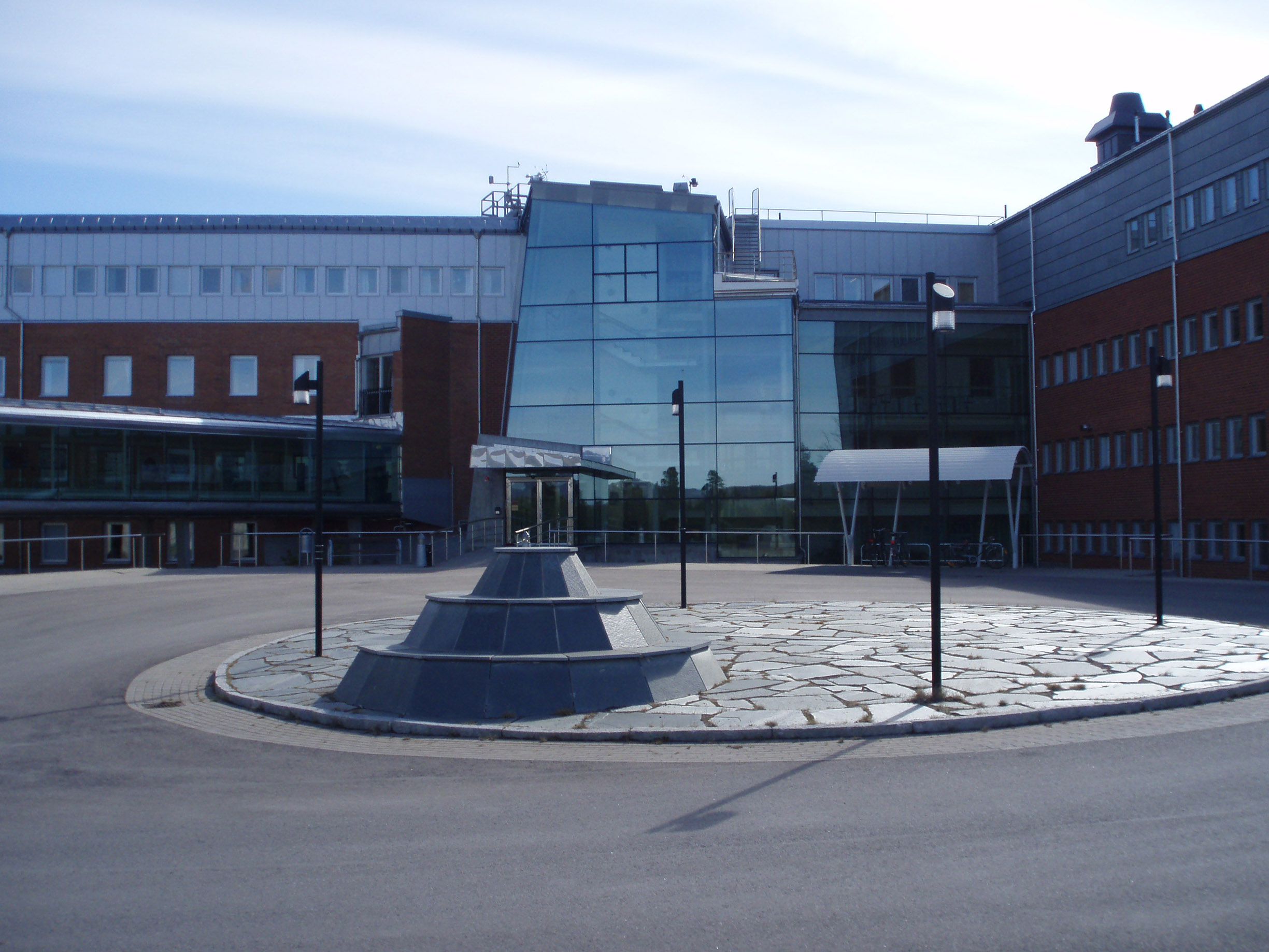
Entré till byggnaden ur en annan vinkel.

- Rymdsimulator
- Kalibreringslaboratorium
- Integreringslaboratorium
- Datorstödd kapare
- Flytande-kväve-produktion
- Bibliotek med fokus på rymden
- Aula
- Högprestandadatorer

## Forskning
På Campus Kiruna arbetar Avdelningen för rymdteknik som är en del av Luleå tekniska universitet.

## Kårer
Campus Kiruna har två studentsektioner där studenter från Luleå och Umeå tillsammans utgör medlemmarna, SLUSK och Kirunasektionen. Samordningen av Luleå och Umeå Studenter i Kiruna (SLUSK) driver en studentbar för alla studenter i Kiruna och ordnar aktiviteter. Det är SLUSK som tillsammans med Kirunasektionen sköter studiefrågor i Kiruna.

## Student-byggda raketer
Esrange möjliggör för studenter att avfyra raketer från rymdbasen. Nedan beskrivs sådana projekt.

### N2ORTH Rocket
Den 18 april 2023 avfyrade studenter från Stuttgarts universitet en experimentell raket som en del av kampanjen STERN - HyEnD N2ORTH. Raketen uppnådde en altitud på 64 kilometer och slog då nytt rekord för studentkonstruerade raketer med hybridmotor.